# NGC 3644
NGC 3644 је спирална галаксија у сазвежђу Лав која се налази на NGC листи објеката дубоког неба.
Деклинација објекта је + 2° 48' 37" а ректасцензија 11h 21m 32,9s. Привидна величина (магнитуда) објекта NGC 3644 износи 14,2 а фотографска магнитуда 15,1. NGC 3644 је још познат и под ознакама IC 684, UGC 6373, MCG 1-29-37, CGCG 39-139, PGC 34814.